# Гормли, Чейз
Чейз Гормли (англ. Chase Gormley; 11 августа 1983, Торранс) — американский боец смешанного стиля, представитель тяжёлой весовой категории. Выступает на профессиональном уровне начиная с 2007 года, известен по участию в турнирах таких бойцовских организаций как UFC, Bellator, KOTC, MFC, владел титулами чемпиона Gladiator Challenge и Titan FC.

## Биография
Чейз Гормли родился 11 августа 1983 года в городе Торранс штата Калифорния. Прежде чем стать бойцом, работал персональным тренером по физической подготовке.
Дебютировал в смешанных единоборствах на профессиональном уровне в апреле 2007 года на турнире King of the Cage, победил своего первого соперника единогласным решением судей. Дрался в небольших американских промоушенах, в частности в поединке с Риком Чиком завоевал титул чемпиона Gladiator Challenge в тяжёлой весовой категории. В мае 2008 года выступил на турнире крупного канадского промоушена Maximum Fighting Championship, где по итогам трёх раундов единогласным судейским решением выиграл у Эрика Пеле.
Имея в послужном списке шесть побед и ни одного поражения, в 2009 году Гормли привлёк к себе внимание крупнейшей бойцовской организации мира Ultimate Fighting Championship. Изначально должен был встретиться с Беном Ротвеллом на турнире Affliction: Trilogy, но, после того как компания Affliction Entertainment прекратила свою промоутерскую деятельностью, бой перенесли на UFC 104. Матчмейкеры организации перетасовали нескольких бойцов запланированного турнира, в результате чего соперником Гормли стал голландский тяжеловес Стефан Стрюве. Уже в первом раунде Стрюве применил на Гормли удушающий приём «треугольник» и тем самым заставил его сдаться. В марте 2010 года техническим нокаутом проиграл Брендану Шаубу, и на этом его сотрудничество с UFC закончилось.
В дальнейшем выступал в различных менее престижных промоушенах, завоевал титул чемпиона Titan FC в тяжёлом весе, был претендентом на титул IFC, но в данном случае техническим нокаутом уступил Майку Уайтхеду.
Сделав серию из пяти побед подряд, в 2015 году Чейз Гормли подписал долгосрочный эксклюзивный контракт с другой крупной американской организацией Bellator MMA. Тем не менее, его дебют здесь оказался неудачным, последовало поражение нокаутом от Дэна Чарльза. В следующем году Гормли победил раздельным решением судей Джоуи Бельтрана и Бобби Брентса. В марте 2017 года в первом же раунде был нокаутирован российским ветераном Сергеем Харитоновым.

## Статистика в профессиональном ММА
| Боёв 23  | Побед 14 | Поражений 9 |
| -------- | -------- | ----------- |
| Нокаутом | 4        | 7           |
| Сдачей   | 2        | 1           |
| Решением | 8        | 1           |

| Результат    | Рекорд   | Соперник             | Способ                   | Турнир                            | Дата             | Раунд | Время | Место              | Примечание                                                 |
| ------------ | -------- | -------------------- | ------------------------ | --------------------------------- | ---------------- | ----- | ----- | ------------------ | ---------------------------------------------------------- |
| Поражение    | 14-9 (1) | Константин Андрейцев | Нокаут (удары руками)    | Лига S-70: Плотформа 9            | 22 августа 2018  | 3     | 2:56  | Сочи, Россия       |                                                            |
| Поражение    | 14-8 (1) | Таннер Бозер         | Единогласное решение     | ACB 88                            | 16 июня 2018     | 3     | 5:00  | Брисбен, Австралия |                                                            |
| Поражение    | 14-7 (1) | Денис Гольцов        | KO (удар рукой)          | ACB 77                            | 23 декабря 2017  | 2     | 2:16  | Москва, Россия     |                                                            |
| Поражение    | 14-6 (1) | Сергей Харитонов     | KO (удар рукой)          | Bellator 175                      | 31 марта 2017    | 1     | 3:55  | Роузмонт, США      |                                                            |
| Победа       | 14-5 (1) | Бобби Брентс         | Раздельное решение       | Bellator 162                      | 21 октября 2016  | 3     | 5:00  | Мемфис, США        |                                                            |
| Победа       | 13-5 (1) | Джоуи Бельтран       | Раздельное решение       | Bellator 155                      | 20 мая 2016      | 3     | 5:00  | Бойсе, США         |                                                            |
| Поражение    | 12-5 (1) | Дэн Чарльз           | KO (удар рукой)          | Bellator 143                      | 25 сентября 2015 | 2     | 4:35  | Идальго, США       |                                                            |
| Победа       | 12-4 (1) | Джон Мэдсен          | Единогласное решение     | Titan Fighting Championships 33   | 20 марта 2015    | 5     | 5:00  | Мобил, США         | Выиграл титул чемпиона Titan FC в тяжёлом весе.            |
| Победа       | 11-4 (1) | Дейл Сопи            | Единогласное решение     | RFA 21: Juusola vs. Baghdad       | 5 декабря 2014   | 3     | 5:00  | Коста-Меса, США    |                                                            |
| Победа       | 10-4 (1) | Тони Лопес           | TKO (травма колена)      | LOP: Chaos at the Casino 5        | 10 августа 2014  | 3     | 4:21  | Инглвуд, США       |                                                            |
| Победа       | 9-4 (1)  | Абдумоним Адоли      | TKO (удары руками)       | Gladiator Fighting Championship 6 | 30 мая 2014      | 1     | 0:38  | Эль-Кувейт, Кувейт | Бой в открытом весе.                                       |
| Победа       | 8-4 (1)  | Брэндон Сэйлз        | Единогласное решение     | XFC 16: High Stakes               | 10 февраля 2012  | 3     | 5:00  | Ноксвилл, США      | Бой в супертяжёлом весе.                                   |
| Поражение    | 7-4 (1)  | Бо Триболе           | TKO (удары руками)       | Superior Cage Combat 2            | 20 августа 2011  | 1     | 2:40  | Лас-Вегас, США     |                                                            |
| Не состоялся | 7-3 (1)  | Морис Джексон        | NC                       | Superior Cage Combat 1            | 21 мая 2011      | 1     | 2:59  | Лас-Вегас, США     |                                                            |
| Поражение    | 7-3      | Майк Уайтхед         | TKO (удары руками)       | IFC: Extreme Challenge            | 10 июля 2010     | 4     | 4:34  | Маунт-Плезант, США | Бой за титул чемпиона IFC в тяжёлом весе.                  |
| Победа       | 7-2      | Райан Фортин         | Единогласное решение     | MFC 25: Vindication               | 7 мая 2010       | 3     | 5:00  | Эдмонтон, Канада   |                                                            |
| Поражение    | 6-2      | Брендан Шауб         | TKO (удары руками)       | UFC Live: Vera vs. Jones          | 21 марта 2010    | 1     | 0:47  | Брумфилд, США      |                                                            |
| Поражение    | 6-1      | Стефан Стрюве        | Сдача (треугольник)      | UFC 104                           | 24 октября 2009  | 1     | 4:04  | Лос-Анджелес, США  |                                                            |
| Победа       | 6-0      | Эрик Пеле            | Единогласное решение     | MFC 16: Anger Management          | 9 мая 2008       | 3     | 5:00  | Эдмонтон, Канада   |                                                            |
| Победа       | 5-0      | Рик Чик              | Сдача (американа)        | GC 73: High Noon                  | 22 декабря 2007  | 2     | 2:20  | Сакраменто, США    | Выиграл титул чемпиона Gladiator Challenge в тяжёлом весе. |
| Победа       | 4-0      | Брэндон Тарнс        | TKO (удары руками)       | GC 69: Bad Intentions             | 22 сентября 2007 | 1     | N/A   | Сакраменто, США    |                                                            |
| Победа       | 3-0      | Адольфо де ла Торре  | TKO (удары)              | COF 9: Durango                    | 25 августа 2007  | 1     | N/A   | N/A                |                                                            |
| Победа       | 2-0      | Джон Дивайн          | Сдача (удержание пальца) | GC 66: Battle Ground              | 27 июля 2007     | 3     | N/A   | Сан-Франциско, США |                                                            |
| Победа       | 1-0      | Джон Мёрфи           | Единогласное решение     | KOTC: Sinister                    | 27 апреля 2007   | 2     | 5:00  | Сан-Джасинто, США  |                                                            |